# João da Câmara
João Gonçalves Zarco da Câmara (Lisboa, 27 de diciembre de 1852 - ibíd., 2 de enero de 1908) fue un ingeniero y dramaturgo portugués.

## Biografía
Hijo del conde de Ribeira Grande, Francisco de Sales Gonçalves Zarco da Câmara y de Ana da Piedade de Brígida Senhorinha Francisca Máxima Mascarenhas da Silva, se convirtió en un importante dramaturgo en lengua portuguesa a finales del siglo XIX. Estudió en Lisboa (Colegio Campolide) y en la Universidad de Lovaina (Bélgica). Regresó a Portugal a la muerte de su padre en 1872, y estudió en Lisboa, en el Instituto Politécnico e Industrial. Desarrolló su carrera profesional como ingeniero de obras públicas en los ferrocarriles portugueses: construcción del ramal hacia Cáceres y las líneas de Sintra y Cascaes y llegó a dirigir la Administración Central de Ferrocarriles. Después abandonó su actividad como ingeniero y se dedicó plenamente al oficio de escritor.
Comenzó a escribir piezas cortas de un solo acto ya en la escuela secundaria (O Diabo, Nobreza y Bernarda no Olimpo). Sin embargo, sería el drama histórico, D. Afonso VI, el que le traería el éxito. La obra se estrenó el 13 de marzo de 1890 en el Teatro Nacional Doña Maria II, y contó con los mejores actores portugueses de la época. La obra forma parte de un tema clásico en la literatura portuguesa, Alfonso VI, y con él la lucha por el trono. La crítica teatral señaló de la obra de João da Câmara la notable fluidez de los diálogos (a pesar de la versificación en dodecasílabos), la humanidad y la construcción psicológica de los personajes, así como el equilibrio entre la investigación y adecuación histórica, y la creación artística. 
Al éxito de D. Alfonso VI siguió Alcácer Quibir, otro drama histórico que recrea la víspera de la batalla de Alcazarquivir, que decidió la suerte de Portugal. Una obra maestra fue también, sin duda, la comedia Os Velhos, estrenada el 11 de marzo de 1893, en el mismo teatro Doña Maria. No fue bien recibida ni por el público ni por la crítica de entonces, y sólo más tarde se reconoció su mérito. Es un texto de corte realista, cuya acción se desarrolla en el Alto Alentejo, en la época en que la región dejará de quedar aislada por las obras del ferrocarril. En palabras del crítico teatral, Luiz Francisco Rebello, la obra «sentó las bases para una animada galería de criaturas reales, capturadas en la diversidad de sus temperamentos, las obsesiones y los afectos». Su siguiente obra, de corte simbólico e influenciada por el dramaturgo belga Maurice Maeterlinck,  O Pântano, se estrenó el 10 de noviembre de 1894. A esta seguirán A Toutinegra Real, O Ganha-Perde, A Triste Viuvinha y Meia-Noite. En 1898, estrenó con éxito el folletín  A Rosa Enjeitada, obra adaptada en 1929 para opereta.

## Obras publicadas
Teatro
- Nobreza (1873)
- D. Brízida (1888)
- D. Afonso VI (1890)
- Alcácer Quibir (1891)
- O Burro do Senhor Alcaide (1891)
- Os Velhos (1893)
- Pântano (1894)
- A Toutinegra Real (1895)
- O Ganha-Perde (1895)
- O Beijo do Infante (1898)
- Meia-Noite (1900)
- Rosa Enjeitada (1901)
- Os Dois Barcos (1902)
- O Poeta e a Saudade (1903)
- Casamento e Mortalha (1904)

Prosa
- El-Rei (1894)
- Contos (1900)
- O Conde de Castelo Melhor (1903)
- Contos do Natal (1909)

Poesía
- A Cidade (1908)